# Sky High!
Sky High! è il quarto album del gruppo musicale statunitense Tavares, pubblicato dall'etichetta discografica Capitol nel maggio 1976.
L'album è prodotto da Freddie Perren, che partecipa alla stesura di 5 degli 8 brani.
Dal disco vengono tratti i singoli Heaven Must Be Missing an Angel, Don't Take Away the Music e, l'anno seguente, The Mighty Power of Love.

## Tracce

### Lato A
1. The Mighty Power of Love
2. Ridin' High
3. To the Other Man
4. Heaven Must Be Missing an Angel

### Lato B
1. Bein' with You
2. Wonderful
3. Guiding Star
4. Don't Take Away the Music